# Dariya Ustinova
Dariya Ustinova (Rusia, 29 de agosto de 1998) es una nadadora rusa especializada en pruebas de estilo espalda, donde consiguió ser medallista de bronce mundial en 2013 en los 4 x 100 metros estilos.

## Carrera deportiva
En el Campeonato Mundial de Natación de 2013 celebrado en Barcelona ganó la medalla de bronce en los relevos de 4 x 100 metros estilos, nadando el largo de espalda, con un tiempo de 3:56.47 segundos, tras Estados Unidos (oro con 3:53.23 segundos) y Australia (plata con 3:55.25 segundos).